# The Open Championship 1882
The Open Championship 1882 var en golfturnering afholdt på St Andrews Links i St Andrews, Skotland i 1882 og arrangeret i fællesskab af Prestwick Golf Club, Royal and Ancient Golf Club of St Andrews og Honourable Company of Edinburgh Golfers. Turneringen var den 22. udgave af The Open Championship, og det var fjerde gang at St Andrews Links lagde græs til mesterskabet. 40 spillere, 30 professionelle og 10 amatører, deltog i turneringen, som blev afviklet som en slagspilsturnering over 36 huller.
Mesterskabet blev vundet af den forsvarende mester Bob Ferguson, som dermed vandt titlen for tredje gang, med tre slags forspring til Willie Fernie. Ferguson havde tidligere vundet turneringen de to foregående sæsoner, 1880 og 1881, og han blev dermed den tredje spiller, efter Tom Morris, Jr. og Jamie Anderson, der vandt mesterskabet tre år i træk.
Bedste amatør blev Fitz Boothby på tredjepladsen, som dermed tangerede William Dolemans rekord fra 1872 som bedst placerede amatør.

## Resultater
| Plac. | Spillere              | Score (slag) | Score (slag) | Score (slag) |
| Plac. | Spillere              | 1.runde      | 2.runde      | Total        |
| ----- | --------------------- | ------------ | ------------ | ------------ |
| 1.    | Bob Ferguson          | 83           | 88           | 171          |
| 2.    | Willie Fernie         | 88           | 86           | 174          |
| 3.    | Jamie Anderson        | 87           | 88           | 175          |
| 3.    | Fitz Boothby (a)      | 86           | 89           | 175          |
| 3.    | Jack Kirkaldy         | 86           | 89           | 175          |
| 3.    | Bob Martin            | 89           | 86           | 175          |
| 7.    | David Ayton           | 90           | 88           | 178          |
| 7.    | James Mansfield (a)   | 91           | 87           | 178          |
| 7.    | Willie Park, Sr.      | 89           | 89           | 178          |
| 7.    | James Rennie          | 90           | 88           | 178          |
| 11.   | Tom Kidd              | 87           | 93           | 180          |
| 11.   | Henry Lamb (a)        | 88           | 92           | 180          |
| 13.   | Andrew Alexander      | 93           | 88           | 181          |
| 13.   | George Lowe           | 95           | 86           | 181          |
| 13.   | Douglas Rolland       | 88           | 93           | 181          |
| 16.   | W. Honeyman           | 93           | 89           | 182          |
| 16.   | W. Thomson            | 95           | 87           | 182          |
| 18.   | Tom Dunn              | 93           | 90           | 183          |
| 18.   | Willie Park, Jr.      | 90           | 93           | 183          |
| 18.   | Ben Sayers            | 92           | 91           | 183          |
| 21.   | David Anderson, Sr.   | 91           | 93           | 184          |
| 21.   | Peter Fernie          | 94           | 90           | 184          |
| 23.   | Jack Burns            | 97           | 92           | 189          |
| 23.   | George Forrester      | 94           | 95           | 189          |
| 23.   | Bob Pringle           | 92           | 97           | 189          |
| 23.   | David Simpson         | 98           | 91           | 189          |
| 27.   | Tom Arundel           | 97           | 93           | 190          |
| 28.   | James Kirk (a)        | 101          | 90           | 191          |
| 29.   | James Hunter (a)      | 92           | 100          | 192          |
| 29.   | Robert Kinsman        | 99           | 93           | 192          |
| 31.   | Bob Kirk              | 103          | 90           | 193          |
| 32.   | H.S.C. Everard (a)    | 99           | 95           | 194          |
| 33.   | Robert Armit (a)      | 97           | 98           | 195          |
| 34.   | Willie Dunn, Jr.      | 98           | 99           | 197          |
| 34.   | James Fenton          | 98           | 99           | 197          |
| 36.   | W. Kirk (a)           | 103          | 96           | 199          |
| 37.   | John Reid             | 98           | 103          | 201          |
| 38.   | John Dunn (a)         | 103          | 101          | 204          |
| 39.   | James Logan White (a) | 100          | 115          | 215          |
| 40.   | Archie Simpson        |              |              |              |